# 苏联共产党第二十八次代表大会
苏联共产党第二十八次代表大会（俄语：XXVIII съезд Коммунистической партии Советского Союза），简称苏共二十八大（XXVIII съезд КПСС），是苏联共产党于1990年7月2日至7月13日在莫斯科举行的全国代表大会，也是蘇聯解体前蘇聯共產黨所召開的最後一次大會。4600名党员出席会议，代表当时全国1900万党员。

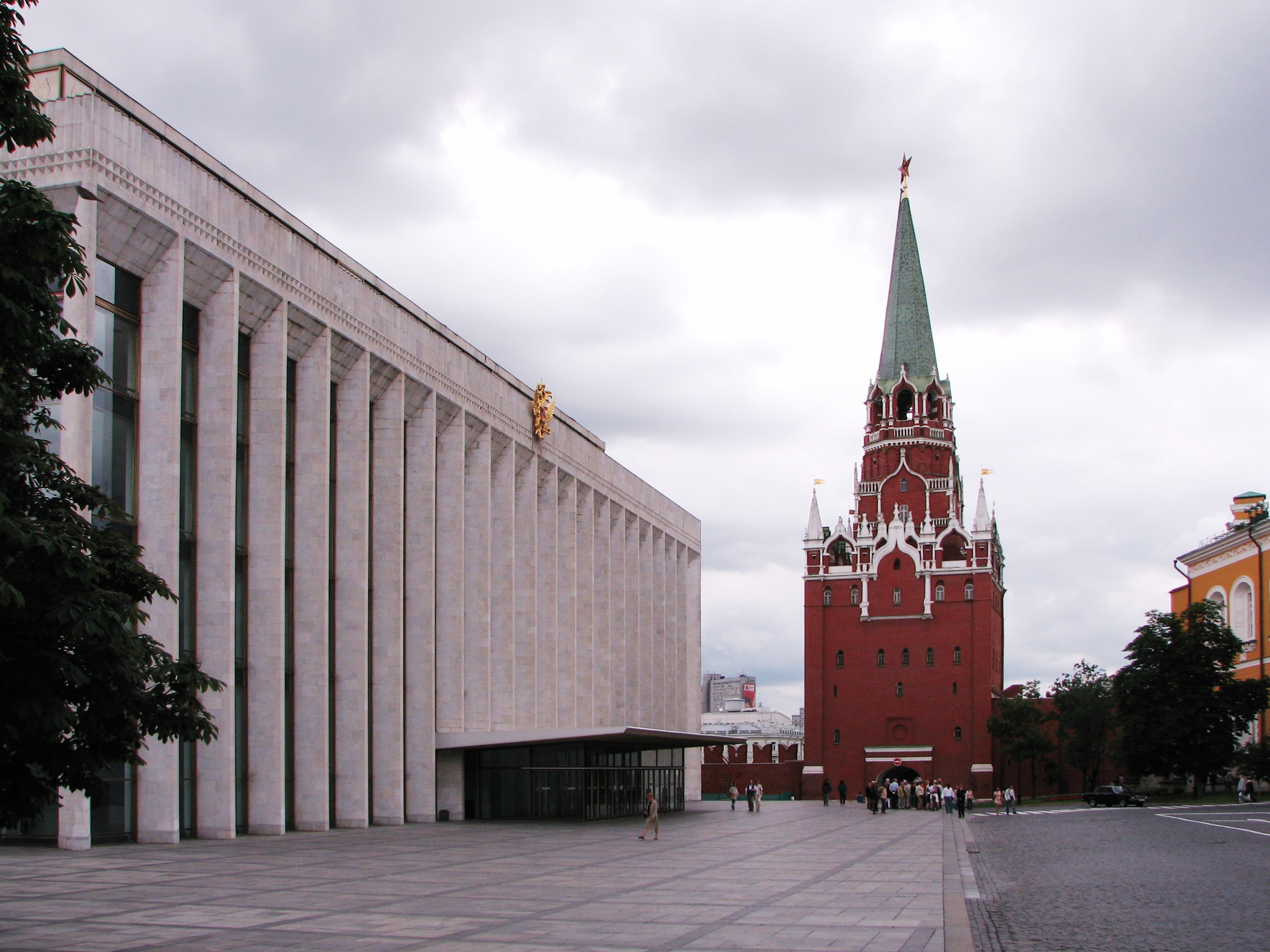
会议地点:克里姆林宫大会堂

## 内容
苏共中央总书记米哈伊尔·戈尔巴乔夫作题为《苏共中央委员会对苏共二十八大的政治报告和党的任务》的报告。报告内容分为三部分：一、关于当前形势；二、改革政策：经验和前景；三、党的改革。
苏共中央政治局委员尼古拉·雷日科夫、瓦季姆·梅德韦杰夫、亚历山大·雅科夫列夫和八名苏共中央政治局成员作个人工作报告。
隨後，來自已經實質獨立脫離蘇聯的立陶宛，立陶宛共产党第一、第二书记仍在大會作发言。
大会分“党的革新”、“意识形态工作”、“苏共经济政策”、“苏共农业政策”、“党、苏维埃和社会政治组织”、“民族问题”和“国际问题”七个小组进行专题讨论。苏共三个纲领派，“苏共民主纲领”、“苏共马克思主义纲领”、“苏共中央委员会纲领”在大会上作发言。鲍里斯·叶利钦在大会上作发言，他强调：“党的根本出路是实行多党制，同时必须改变党的名称，放弃一切国家职能。”随后又在大会上宣布退出苏联共产党。苏共中央政治局成员回答代表质询。
大会通过了新的党章。戈尔巴乔夫再次当选为苏共中央总书记，他在大会上就政治报告的讨论结果作长篇总結發言。大会通过了纲领性声明《走向人道的、民主的社会主义》。大会还通过了关于苏共预算和财产的决议、关于苏共社会经济政策的决议和关于苏共农业政策的决议。弗拉基米尔·伊瓦什科当选苏共中央副总书记。戈尔巴乔夫在大会审议苏共章程草案时作说明。
会议闭幕时，戈尔巴乔夫致闭幕词。大会通过新党章、关于经济改革的决议、关于苏共舆论工具的决议、关于苏共青年政策的决议、关于苏共民族政策的决议和关于苏共在教育、科学和文化领域政策的决议等文件。决定成立以戈尔巴乔夫为首的苏共新党纲起草委员会。大会选举产生新的中央委员会、中央监察委员会。同时资格审查委员会决定取消叶利钦代表资格。